# Jacques Berque
Pour les articles homonymes, voir Berque.
Jacques Berque, né à Frenda (Algérie française) le 4 juin 1910 et mort à Saint-Julien-en-Born (Landes) le 27 juin 1995, est un sociologue et anthropologue orientaliste français.
Jacques Berque est titulaire de la chaire d'histoire sociale de l'Islam contemporain au Collège de France de 1956 à 1981, et membre de l'Académie de langue arabe du Caire à partir de 1989. Il est l'auteur de nombreuses traductions, appréciées notamment pour la qualité de leur style, dont celle du Coran.

## Biographie
Jacques Berque, naît à Frenda, en Algérie française. Son père, Augustin Berque après avoir été administrateur en Algérie, finit directeur des Affaires musulmanes et des Territoires du Sud au Gouvernement général à partir de 1941 à après les massacres de mai 1945.
Depuis 1934, Jacques Berque, après avoir fait ses études de droit et d'arabe à Paris, appartient à un corps de fonctionnaires supérieurs des affaires étrangères où il administre, en tant que cadre civil, les tribus marocaines, côte à côte avec des officiers des Affaires indigènes. En 1935, il publie Le contrat pastoral à Sidi Aïssa, étude sur le contrat d'embauche d'un berger par un propriétaire de moutons. Outre le salaire en nature (engagement oral), Jacques Berque se penche sur la juridiction du prêt préalable (en général écrit), avance de fonds importante que le propriétaire ne peut refuser, mais que le berger est tenu de rembourser intégralement s'il veut quitter sa charge.
À la fin de l'automne 1946, Jacques Berque rédige un rapport dans lequel il dénonce « la marche absurde », « l'aveuglement » et « l'inertie » du protectorat français au Maroc. Ce rapport est présenté le 1er mars 1947 aux autorités françaises et lui vaut une mutation immédiate à un poste dans un coin reculé du Haut Atlas (Imintanoute). Le rapport est lu par un certain nombre de professeurs, intellectuels, et militants de gauche en France métropolitaine et est commenté dans la Tribune des Nations, revue indépendante parisienne.
En 1949, Jacques Berque étudie l'organisation d'un système d'irrigation dans le Haut Atlas et le partage de l'eau entre plusieurs tribus. Il montre que la règle de la distribution locale, « minutée comme un mécanisme d'horlogerie » selon ses termes, est fondée sur l'organisation sociale en groupes, sous-groupes et individus à l'intérieur de la tribu, et non pas sur la topologie des canaux dans l'optique d'une rationalité techno-économique (manœuvres et pertes d'eau).
Considérant la décision de bannissement du roi Mohamed V, contraint à l'exil le 20 août 1953, comme une faute politique majeure, Jacques Berque démissionne sur le champ de l'administration française au Maroc et part en Égypte comme expert international. Il est élu au Collège de France en 1956 et revient alors à Paris.
Durant un quart de siècle, il effectue un va-et-vient continuel entre Paris, où il enseigne, et les pays méditerranéens dont il étudie la sociologie et l'anthropologie des peuples. Il se retire dans un village des Landes en 1981, dans l'aire d'origine de la famille Berque, consacrant le reste de sa vie à l'écriture, à la méditation, mais aussi à de multiples prises de positions politiques en tant qu'intellectuel engagé.
Il est le père d'Augustin Berque, géographe, spécialiste du Japon et théoricien du paysage et des jumeaux Maximilien et Emmanuel Berque, précurseurs du surf dans les Landes au début des années 1960 et grands navigateurs  ayant notamment traversé l'Atlantique dans un bateau de leur conception (Micromégas) sans montre ni carte ni boussole.

## Les textes politiques
Juste avant son décès, Jacques Berque prépare un livre, Une cause jamais perdue. Pour une Méditerranée plurielle, qui rassemble la plupart de ses textes politiques, de 1956 à 1995. Le livre sera publié chez Albin Michel en 1998. Des thèmes brûlants, tels que les rapports de l'islam et de l'islamisme, ou l'ouverture de l'Occident à un monde multiculturel, sont abordés. Les principaux titres de chapitre de Jacques Berque dans ce livre sont brièvement présentés ci-dessous.

### Liberté pour le Maghreb
Dans l'introduction du livre, D'où je venais, Jacques Berque se situe : 
« En analysant, longtemps après coup, mon itinéraire moral, je suppose que, sans la moindre illusion sur la malfaisance de forces socio-politiques dépassées, sur quoi se fondait notre établissement nord-africain, je gardais intacte ma foi dans une rencontre fondamentale entre l'Orient et l'Occident, celle-là même qu'ingénieurs et officiers saint-simoniens avaient cherché en Égypte puis en Algérie, non sans résultats estimables. »
Dans Politique étrangère (1956, no 6, revue), France-Observateur (17 décembre 1957, Dossier no 9, table ronde La guerre d'Algérie et les chrétiens), Jacques Berque écrit son désarroi face à la guerre d'Algérie.

### Pour la Palestine
Au sein des intellectuels publiés chez Maspéro, la guerre des Six Jours (1967) entraîne une scission entre un courant, formé autour de Jean-Paul Sartre, qui soutient Israël, et un courant, formé autour de Maxime Rodinson et de Jacques Berque, qui soutient les Palestiniens. Dans Textes de documents du G.R.A.A.P. (1974, Éditions sociales), L'Humanité (5 octobre 1993), Révolution (novembre 1993), Jacques Berque exprime son inquiétude et souligne la "grave dissymétrie" qui, selon lui, affecte l'échange entre la reconnaissance de l'État d'Israël par l'OLP et la reconnaissance de l'OLP seulement, qui n'est pas un État, par Israël. Il écrit :
« La résistance à l'occupant est un droit officiellement reconnu. L'aide à la résistance, de peuple à peuple, participe de lois non écrites qu'on ne peut indéfiniment éluder. Il existe en ce sens une jurisprudence mondiale... »
En 1994, dans Atlantica Littéraire, il estime que le partage de 1947 marqua, à l'époque, « l'incapacité (déjà) de l'ONU de trouver une conciliation ». Il constate que la situation créée après la guerre des Six Jours en juin 1967 a déplacé les limites prévues par cette décision, que Jérusalem, ville qui devait être gérée par un consortium international  selon le plan de partage voté par l' O.N.U.le 29 novembre 1947 et conquise par les forces israéliennes le 7 juin 1967, a été annexé par Israël " de facto " dès le 23 juin 1967, par la première loi sur Jérusalem, votée par la Knesset. Il conclut : 
« Le retour à la légalité internationale comme à l'équité s'impose en la matière. »

### Pour un islam de progrès
Dans Hérodote (janvier-mars 1985, revue éditée chez Maspéro), Le Monde diplomatique (novembre 1994), Géopolitique (été 1993, revue), Arabies (mars 1990, revue), Libération (jeudi 17 mai 1990), s'opposant à une lecture dogmatique et figée du Coran, Jacques Berque promeut un islam de progrès ouvert sur la laïcité et la libération des femmes, au sens occidental du terme. Assumant, dans Esprit (octobre 1960, dialogue avec Louis Massignon), sa substitution d'Héraclite à Abraham, un peu provocateur, il termine son ouvrage Les Arabes d'hier à demain ainsi :
«  Si ces vues se réalisent, et que ne triomphent pas, chez lui et chez nous, les puissances de haine, alors l'Arabe, par et malgré le progrès matériel, par et malgré les fraternelles insurrections de l'âge de fer, aura noué avec nous un bon compagnonnage. Il aura scellé entre les Autres, le monde et lui-même, l'alliance dont il n'a pas oublié le goût. Et non plus celle d'Abraham al-Khalîl, "l'ami de Dieu". Mais celle d'Héraclite, l'ami des choses, et notre père commun. »
À propos de sa traduction du Coran, sans prendre au pied de la lettre des évocations qu'il considère comme des allégories, il précise : 
« L'interprétation, proposée ci-dessus, on s'en doute, n'est pas la seule légitime. Comme tous les textes religieux, le Coran se prête à des exégèses multiples : large ou rigoureuse, traditionaliste ou réformiste, juridique ou mystique, etc. Celle des islamistes, qui fait grand tapage aujourd'hui, procède moins d'un renouveau de la lecture que d'une mobilisation du religieux à des fins politiques. »
En France, Jacques Berque préconise la mise en place d'une commission consultative constituée de personnalités respectées, choisies sur le modèle d'une "choura" islamique, que le gouvernement interrogerait pour les créations de lieux de culte et la régulation des fonds venus de l'extérieur. Il préconise la création d'une faculté islamique à Strasbourg dans le cadre du régime concordataire, sur le modèle de la faculté catholique et de la faculté protestante, pour former des imams, des cheikhs et des islamologues. Partageant les idées de son ancienne étudiante Ahlam Mosteghanemi, auteur de Algérie, femmes et écriture (1985), il écrit :
« Sur ce point, on peut dire que le jugement d'un barbu aujourd'hui démodé, Karl Marx, est juste : à savoir qu'on peut apprécier le niveau d'une société au statut de ses femmes. »
Les contraintes qu'il note relèvent plus, à ses yeux, d'une tradition que d'une lecture du Coran. Dans Libération (jeudi 17 mai 1990), soutenant selon son expression "cent ans de lutte dans le monde arabe", il prend position pour l'abrogation du voile.

### Journal de la crise du Golfe
Président d'honneur des Amitiés franco-irakiennes, ami de plusieurs intellectuels irakiens, Jacques Berque voit s'effondrer ses espoirs d'un islam laïc en Irak et d'une France, dans sa politique extérieure, ouverte sur le monde arabe :
« Et surtout elle a, depuis 1990 et la guerre du Golfe, abdiqué une politique à l'égard des Arabes et de l'Orient qu'elle menait pour le moins depuis François Ier. Mieux, le traité de Maastricht la replie sur une Europe nordique aux barrières hautaines ! Encore un pas, elle ne serait plus que la vassale comblée d'un Saint-Empire germanique des banquiers... »

### L'Algérie à nouveau
Dans Le Croquant (hiver 1994, revue, Lyon), L'Humanité (jeudi 30 mars 1995), Le Monde diplomatique (1994), Jacques Berque vit ce qu'on appelle l'« interruption du processus électoral » comme la menace, selon son expression, de « perdre une seconde fois la guerre d'Algérie ».

### Un monde à refaire
Dans une série d'articles, Esprit (avril 1969, septembre 1970), Libération (jeudi 17 mai 1990), Révolution (novembre 1993), Panoramiques (janvier 1994), Atlantica littéraire (septembre 1994, revue), Jacques Berque porte un regard critique sur le monde occidental, dont il estime que le développement technologique ne suffit pas à bâtir une culture, sur le risque de "médiévalisme", pour reprendre son mot, d'un Islam figé après la décolonisation. Dans Esprit (septembre 1970), il précise à Jean-Marie Domenach : 
« Pour ma part, je considère qu'aucune libération de l'un des termes : société/psychisme/pluralité mondiale, n'est possible sans la libération des deux autres. Nous sommes loin du compte. Or, pas de libération sociale sans libération du dedans, ou, si vous préférez, des passions. Fourier doit là-dessus compléter Marx. Et pas de libération sociale ou personnelle sans la mise en jeu de la variété du monde. La pluridimensionnalité de l'homme est elle-même le fondement de l'injonction de la pluriculturalité du monde. »
Il appelle de ses vœux le développement d'une société occidentale multiculturelle ouverte autour d'un espace méditerranéen reliant "les deux rives". Il termine son livre en écrivant, en juin 1995 :
« Il n'est d'histoire véritable que par la mémoire et le projet. Certains cadres géographiques s'y prêtent particulièrement. C'est le cas de la Méditerranée. Ses deux rives se renvoient de longue date un double message de civilisation, l'arabo-islamique et le gréco-latin, l'un et l'autre s'articulant tour à tour et conjointement sur le mode religieux et sur le mode profane. Pourvu que nous y veillons, il y a peu de chance que ce message s'éteigne de sitôt. Il peut encore renforcer ses expressions séparées par leur interférence mutuelle. Il peut conjuguer le passé qu'il porte et l'avenir qu'agitent ses militants. Un avenir qui n'a pas à s'effarer de reposer sur tellement de conflits. Pas plus que l'Espagne ne peut faire aujourd'hui abstraction de ces Maures qu'elle croyait avoir bannis une fois pour toutes, la rive sud libérée ne le fera du regard de cet Autre qui, témoin de son passé à elle, l'aura si ardemment vécu. Et qu'ils aient encore beaucoup à témoigner l'un sur l'autre. »

## Citation
- « J'appelle à des Andalousies toujours recommencées, dont nous portons en nous à la fois les décombres amoncelés et l'inlassable espérance. » (Andalousies)

## Publications

### Ouvrages
- Essai sur la méthode juridique maghrébine, Rabat, typogr. Marcel Leforestier, 1944, 150 pages.
- "Structures sociales du haut atlas" PUF 1955 Bibliothèque de sociologie contemporaine (Série B) Travaux du centre d'études sociologiques. 451 pages
- Le Coran : essai de traduction, poche, 864 pages, Éditions Albin Michel (2 octobre 2002).  (ISBN 2226134883 et 978-2226134882)
- Les Arabes, suivi de Andalousies, Actes Sud (4 juin 1999), 235 pages.  (ISBN 2742709231 et 978-2742709236)
- Mémoires des deux rives, biographie, Le Seuil (édition complétée) (10 mars 1999).  (ISBN 202036266X et 978-2020362665)
- Une cause jamais perdue. Pour une Méditerranée plurielle : écrits politiques (1956-1995), Albin Michel (5 novembre 1998), 308 pages.  (ISBN 2226106200 et 978-2226106209)
- Relire le Coran, Albin Michel (4 mars 1993), 144 pages.  (ISBN 2226061657 et 978-2226061652)
- Opera Minora, Éditions Bouchène, (juillet 2001) (réédition 2002). Vol.1 - Anthropologie juridique du Maghreb (période dans l'administration), vol. 2 - Histoire et anthropologie du Maghreb (période au Collège de France), vol.3 - Sciences sociales et décolonisation.  (ISBN 2912946271)
- L'Islam au temps du monde, La Bibliothèque de l'islam, Sindbad (1984), réédité (20 mai 2002), 277 pages.  (ISBN 2742738339 et 978-2742738335)
- Ulémas, fondateurs, insurgés du Maghreb (XVIIe siècle), Sindbad, coll. « Hommes et sociétés », Arles, (septembre 1998), 297 pages.  (ISBN 2742718834 et 978-2742718832)
- De l'Euphrate à l'Atlas, Sindbad (1er janvier 1999) (tome 1-Espaces et moments, tome 2-Histoire et nature). Tome 1,  (ISBN 2727400284). Tome 2,  (ISBN 2727400292 et 978-2727400295)
- Le Liban second, Actes Sud (4 juin 1999), poche, 133 pages.  (ISBN 2742708006 et 978-2742708000)
- Les Arabes: L'Islam et nous, éd. Mille et une nuits (1er juillet 1997), poche, 64 pages.  (ISBN 2842050479 et 978-2842050474)
- Aspects de la foi de l'Islam, Bruxelles, Publications des Facultés St Louis (1985), 241 pages.  (ISBN 280280040X et 9782802800408)
- Langages arabes du présent, Gallimard (éd. revue et augmentée (1980 Bibliothèque des sciences humaines, 392 pages. ASIN B0014LN33A
- Arabies : entretiens avec Mirèse Akar, Stock (1978), 307 pages.  (ISBN 2234007631 et 9782234007635)
- Le Maghreb entre deux guerres, Le Seuil (3e éd. rev. et augm) (1er février 1970), 441 pages.  (ISBN 2020024519 et 978-2020024518)
- L'Égypte : Impérialisme et révolution, Gallimard (1967), bibliothèque des sciences humaines), 749 pages. ASIN B0014Y7TE6
- Dépossession du monde, Le Seuil (1964), 221 pages. ASIN : B0014Y9OD0

### Ouvrages en collaboration
- Voyage à Tombouctou, avec René Caillé, coffret en 2 volumes, poche, 770 pages, éditions La découverte (20 septembre 2007).  (ISBN 2707153605 et 978-2707153609)
- Il reste un avenir, avec Jean Sur, poche, 207 pages, éditions Arléa (2 février 2002).  (ISBN 2869595689 et 978-2869595682)
- Alger, agrégat ou cité ? : L'intégration citadine à Alger, avec Farouk Benatia, 408 pages, éditions F. Benatia (1980). ASIN B0000EA3QG
- Nous partons pour le Maroc avec J. Couleau, 240 pages, Presses Universitaires de France, Paris, (1977, 1984). ASIN : B0014KCE4U

### Textes présentés et traduits par Jacques Berque
- Musiques sur le fleuve. Les plus belles pages du Kitâb al-Aghani, 444 pages, éditions Albin Michel (19 janvier 1996).  (ISBN 2226079602 et 978-2226079602)
- Soleils seconds* , sur des poèmes d'Adonis, 240 pages, éditions Mercure de France (octobre 1994).  (ISBN 2715218877 et 978-2715218871)
- Au-delà du Nil, sur des textes de Taha Hussein, poche, 280 pages, éditions Gallimard (11 mai 1990).  (ISBN 2070719510 et 978-2070719518)

## Décorations
- Commandeur de la Légion d'honneur (France).
- Commandeur de l’ordre du Ouissam alaouite (Maroc).

### Ouvrages en hommage à Jacques Berque
- Le Traité d'Amitié entre la France et l'Algérie : Un précurseur : Jacques Berque, 146 pages, éditions Mettis (12 décembre 2005).  (ISBN 2916172017 et 978-2916172019)
- Les fondements anthropologiques de la norme maghrébine. Hommage à Jacques Berque, 325 pages, éditions L'Harmattan (1er septembre 2005).  (ISBN 2747587770 et 978-2747587778)
- Espaces maghrébins: La force du local? : hommage à Jacques Berque, 271 pages, éditions L'Harmattan (21 décembre 1995).  (ISBN 2738437311 et 978-2738437310)
- Rivages et déserts. Hommage à Jacques Berque, avec Georges Balandier, 297 pages, éditions Sindbad (1er janvier 1999).  (ISBN 2727401523 et 978-2727401520)

### Études sur Jacques Berque
- (en) James Whidden, « Jacques Berque (1910-1995) », dans Philip Daileader et Philip Whalen (dir.), French Historians, 1900-2000 : New Historical Writing in Twentieth-Century France, Chichester / Malden (Massachusetts), Wiley-Blackwell, 2010, XXX-610 p. (ISBN 978-1-4051-9867-7, présentation en ligne), p. 23-37.